# نیکلاس نیکلبی (فیلم ۲۰۰۱)
«نیکلاس نیکلبی» (انگلیسی: The Life and Adventures of Nicholas Nickleby (2001 film)) فیلمی در ژانر کمدی-درام است که در سال ۲۰۰۱ منتشر شد.